# ループのアイソトピー
数学の抽象代数学分野において、アイソトピー（イソトピーとも、英語: isotopy) とは、ループの代数的概念を分類するために使われる同値関係である。
ループおよび準群のアイソトピーは、アブラハム・A・アルバートによって1943年に導入された。

## 準群のアイソトピー
任意の準群は、あるループとアイソトピックである。
{\displaystyle (Q,\cdot )} と {\displaystyle (P,\circ )} を準群とする。 Q から P への準群ホモトピー（英: quasigroup homotopy）とは、 Q から P への写像の三つ組み (α, β, γ) であって、以下の条件を満たす者である。
{\displaystyle \alpha (x)\circ \beta (y)=\gamma (x\cdot y)\,\quad \forall x,y\in Q}
準群の準同型（英: quasigroup homomorphism）とは、単に、これら三つの写像がすべて同じ写像であることと定義する。
アイソトピー (イソトピーとも、英語: isotopy) は、ホモトピーの特殊なケースであって、3つの写像 (α, β, γ) が全単射である。二つの準群がアイソトピック（イソトピックとも、英: isotopic）とは、それらの準群の間にアイソトピーが存在することと定義される。ラテン方格の言葉で言い換えると、アイソトピー (α, β, γ) は、行の置換 α、列の置換 β、 そして γ は、表内の P の要素集合の置換に相当する。
オートトピー（英: autotopy）は、 {\displaystyle (Q,\cdot )} からそれ自身へのアイソトピーであり。準群のすべてのオートトピーの集合は、自己同型群を部分群とする群を成す。 
主アイソトピー（英: principal isotopy）とは、アイソトピーで特に、γ が Q 上の恒等写像であること。この場合は、二つの準群は台集合は同じでなければならないが、その乗算は異なる場合もあり得る。

## ループのアイソトピー
{\displaystyle (L,\cdot )} と {\displaystyle (K,\circ )} をループとし、{\displaystyle (\alpha ,\beta ,\gamma ):L\to K} をアイソトピーとする。この時、（そのアイソトピーは）主アイソトピー {\displaystyle (L,\cdot )} と {\displaystyle (L,*)} の {\displaystyle (\alpha _{0},\beta _{0},id)} と、同型写像 {\displaystyle (L,*)} と {\displaystyle (K,\circ )} 間の {\displaystyle \gamma } を使って、それらの合成になっている。実際、{\displaystyle \alpha _{0}=\gamma ^{-1}\alpha }, {\displaystyle \beta _{0}=\gamma ^{-1}\beta } とおいて、演算を {\displaystyle *} by {\displaystyle x*y=\alpha ^{-1}\gamma (x)\cdot \beta ^{-1}\gamma (y)} で定義する。
{\displaystyle (L,\cdot )} と {\displaystyle (L,\circ )} をループとし、e を 単位元 of {\displaystyle (L,\cdot )} とする。さらに {\displaystyle (\alpha ,\beta ,id)} を {\displaystyle (L,\cdot )} to {\displaystyle (L,\circ )} への主アイソトピーとする。この時 {\displaystyle \alpha =R_{b}^{-1}} および {\displaystyle \beta =L_{a}^{-1}} ここで {\displaystyle a=\alpha (e)} and {\displaystyle b=\beta (e)}.
ループ L が G-loop であるとは、それがすべてのループアイソトープループと同型であることと定義される。

## ループの疑似自己同型
L をループ、c を L の元とする。 L の全単射 α は任意の x, y に対して、下記の恒等式を満たす時、c をコンパニオン要素とする右疑似同型（英: right pseudo-automorphism of L with companion element c）と呼ばれる。
{\displaystyle \alpha (xy)c=\alpha (x)(\alpha (y)c)}
同様に、左疑似同型（英: left pseudo-automorphism）も定義される。

## ユニバーサル性
ループについてのある性質 P がユニバーサル（普遍的、英: universal）であるとは、その性質が、アイソトピー不変であることと定義される。すなわち、ループ L においてある性質 P が成り立つか否かと、L のイソトープなループでも同様に性質 P が成り立つか否かが一致していることである。明らかに、L の主アイソトープについて P が成り立つかどうかをチェックすれば十分である。
例として、可換ループのアイソトープは、必ずしも可換とは限らないので、可換性はユニバーサルではない。しかし、別の例として、結合性はユニバーサルである。アーベル群であるという性質もユニバーサルな性質である。実際、任意の群は、G-loopである。

## アイソトピーの幾何学的実行
与えられたループ L に対して、3-net と呼ばれる入社幾何学的構造を定義することができる。逆に、原点と直線クラスの順序を固定すると、3-net はループを発生させる。別の原点を選択したり、直線クラスを交換したりすると、非同型座標のループが発生する可能性もある 。しかしながら、座標ループは常にアイソトピックである。言い換えると、二つのループがアイソトピックであるのは、幾何学的な観点から同値であるとき、またその時に限る。
代数学と幾何学の概念の間の対応は下記の通りである。
- ループのオートトピーの成す群は、3-net の共線変換（英語版）を保存する群の方向[訳語疑問点]に対応[原文 7]。
- 疑似自己同型は、座標系の二つの軸を固定する共線変換に対応。
- コンパニオン要素の集合は、共線変換群における軸のスタビライザの軌道に対応[原文 8]。
- ループが G-loop である iff. 共線変換の群の作用が 3-net の点の集合に推移的に作用するとき、またその時に限る。
- 性質 P がユニバーサルである iff. 原点の選択に依存しない[原文 9]。

### 原文
1. ↑  未訳：based on his slightly earlier definition of isotopy for algebras, which was in turn inspired by work of Steenrod.
2. ↑   The set of all autotopies of a quasigroup form a group with the automorphism group as a subgroup.
3. ↑  原文：In this case the underlying sets of the quasigroups must be the same but the multiplications may differ.
4. ↑  原文：A loop L is a G-loop if it is isomorphic to all its loop isotopes.
5. ↑  原文：Choosing a different origin or exchanging the line classes may result in nonisomorphic coordinate loops.
6. ↑  原文：In other words, two loops are isotopic if and only if they are equivalent from geometric point of view.
7. ↑  原文：The group of autotopism of the loop corresponds to the group direction preserving collineations of the 3-net.
8. ↑  原文：The set of companion elements is the orbit of the stabilizer of the axis in the collineation group.
9. ↑  原文：The property P is universal if and only if it is independent on the choice of the origin